# Українська школа гірничої інженерії

Відкриття «Школи підземної розробки-2008». Крим. Конференц-холл готелю «Парус».

Українська школа гірничої інженерії (до 2019 р. — Школа підземної розробки) — громадська наукова організація, інформаційна науково-практична школа підземної розробки корисних копалин, заснована українськими науковцями-гірниками у 2007 році.

## Загальна інформація
Основні засновники Школи — доктори технічних наук, професори В. Бондаренко, В. Бузило, А. Кузьменко, І. Ковалевська, Національний гірничий університет.
Представниками Школи є ряд відомих науковців-гірників в Україні, зокрема д.т. н., проф. В. С. Білецький, Г. І. Гайко та ін., інженерно-технічні працівники Л. В. Байсаров, М. О. Ільяшов, Ю. М. Халимендик та ін.,
Школа підземної розробки відома в Україні і за кордоном щорічними Міжнародними конференціями з проблем розробки корисних копалин, які мають однойменну назву «Школа підземної розробки».
Школа ставить на меті пошук принципово нових гірничодобувних технологій — безлюдна виїмка, добування корисної копалини без постійної присутності людей в очисних вибоях, підземна газифікація вугіль, роботизація виробничих процесів, потокові технології нового технічного рівня та ін. Видається збірник праць Розробка родовищ (серійне видання).
У 2019 р. «Школа підземної розробки» переіменована в «Українську школу гірничої інженерії». Це пов'язано, зокрема, з розширенням тематики доповідей, включно з рудною справою, збагаченням корисних копалин, нафтогазовою інженерією та ін.

## Фоторяд: Школа підземної розробки-2010 і 2012рр. (Готель «Вітрило», Гаспра)

2010 р.
2010 р.
2010 р.
2012 р.
2012 р.

## Фоторяд: Школа підземної розробки-2015 р. (Пансіонат «Славутич»,Бердянськ)

Школа підземної розробки-2015. Відкриття конференції.

## Фоторяд: Українська школа гірничої інженерії, 2020 р. (Пансіонат «Славутич», Бердянськ)

Укр.школа гірничої інженерії 2020
Укр.школа гірничої інженерії 2020
Пансіонат СЛАВУТИЧ.

## Фоторяд: Українська школа гірничої інженерії, 2021 р. (Пансіонат «Славутич», Бердянськ)